# São Tomé e Príncipe
São Tomé e Príncipe (letteralmente in italiano "San Tommaso e Principe"), ufficialmente Repubblica Democratica di São Tomé e Príncipe (in portoghese República Democrática de São Tomé e Príncipe) è uno stato insulare indipendente dell'Africa con capitale São Tomé.
Si tratta di un arcipelago di una ventina di isole situato nell'oceano Atlantico al largo dell'Africa centro-occidentale, nel golfo di Guinea. Le due isole maggiori sono São Tomé e Príncipe, che distano circa 140 km una dall'altra e rispettivamente 250 e 225 km dalla costa nord-occidentale del Gabon. Tutte le isole fanno parte di una catena vulcanica sottomarina nota come linea vulcanica del Camerun. La Ilhéu das Rolas, che ha una superficie di circa 3 km² e si trova a 2 km a sud di São Tomé, è il punto più meridionale dell'arcipelago e del Paese; capita esattamente sulla linea dell'Equatore, tanto da ospitare una pietra miliare che marca il confine tra i due emisferi.
Il nome deriva da Tommaso apostolo (in portoghese São Tomé) per via del giorno in cui fu scoperta dai portoghesi (21 dicembre 1471), all'epoca data di commemorazione del santo.
Colonia del Portogallo, ottenne nel 1975 l'indipendenza e si involò nell'ordinamento giuridico di repubblica semipresidenziale. Il presidente è Carlos Vila Nova.

## Storia

### Colonizzazione portoghese
Prima dell'arrivo nella zona dei portoghesi (fra il 1469 e il 1471), le isole che ricevettero i nomi di Annobon, São Tomé e Sant'Antonio erano disabitate. Furono scoperte tra il 1470 e il 1471 da João de Santarém e Pêro Escobar, un famoso navigatore al servizio del re Alfonso V del Portogallo. L'isola di Sant'Antonio cambiò nome in isola del Principe nel 1502 in riferimento al principe del Portogallo, al quale venivano pagate le commessioni per il commercio dello zucchero locale. Rimase dedicato al santo il capoluogo dell'isola; anche São Tomé ha il capoluogo intitolato a San Tommaso.
I portoghesi decisero che le isole rappresentavano una base ideale per il commercio della costa e completarono il primo insediamento stabile a São Tomé nel 1493. Principale artefice della colonizzazione fu Álvaro Caminha, che in seguito ricevette dalla Corona il diritto di amministrare le isole. Nel 1500 fu creato un insediamento anche a Príncipe. Inizialmente le isole non sembravano particolarmente ricche di risorse, e i primi coloni furono soprattutto gli "indesiderabili" di cui il Portogallo voleva disfarsi (soprattutto ebrei); in seguito si scoprì che il terreno vulcanico era perfetto per l'agricoltura, in particolar modo per la coltivazione della canna da zucchero.
Per fornire manodopera alle piantagioni, i portoghesi iniziarono a portarvi grandi quantità di schiavi africani. A metà del XVI secolo la colonia figurava fra i primi esportatori di zucchero dell'Africa. A quel punto la Corona portoghese decise di reclamare il diritto di proprietà sulle isole (nel 1522 per São Tomé e nel 1573 per Príncipe).
La ricchezza delle isole iniziò a declinare in seguito alla concorrenza delle nuove colonie delle Americhe e alla crescente difficoltà nel controllo della vasta popolazione di schiavi. In circa un secolo la coltivazione dello zucchero diminuì fino a diventare marginale nell'economia dell'arcipelago, che divenne soprattutto un luogo di transito nel commercio degli schiavi dall'Africa al Nuovo Mondo.

### Verso l'indipendenza
Nel XIX secolo vennero introdotte due nuove coltivazioni: caffè e cacao, nuovamente con grande successo, tanto che all'inizio del secolo successivo São Tomé diventò il principale esportatore di cacao del mondo.
Sebbene il Portogallo avesse abolito la schiavitù nel 1876, nelle piantagioni di São Tomé (dette roças) i proprietari terrieri avevano un'autorità praticamente assoluta nei confronti dei braccianti e delle loro famiglie, che vivevano in un regime di "lavoro forzato retribuito". Questa situazione, che riguardava anche i lavoratori angolani, fece crescere tensione sociale, sfociata negli scioperi del 1953, in cui molte centinaia di lavoratori africani furono uccisi (massacro di Batepá).
Verso la fine degli anni cinquanta un piccolo gruppo di abitanti di São Tomé formò il Comitato per la liberazione di São Tomé e Príncipe; nel 1972 questo si trasformò in un partito politico, Movimento di Liberazione di São Tomé e Príncipe/Partito Socialdemocratico (MLSTP/PSD).

### Indipendenza
Il processo del passaggio verso l'indipendenza fu favorito dalla caduta della dittatura di Marcello Caetano in Portogallo nell'aprile del 1974. I rappresentanti del nuovo governo portoghese incontrarono l'MLSTP/PSD ad Algeri e stipularono un accordo per l'indipendenza dell'arcipelago, ufficializzata il 12 luglio 1975. Come primo presidente fu eletto il segretario dell'MLSTP/PSD Manuel Pinto da Costa.
Nel 1990 São Tomé abbracciò una riforma democratica che l'anno successivo portò a elezioni multipartitiche, libere e trasparenti. Fu eletto presidente Miguel Trovoada, rieletto anche nel 1996. Il Partito della Convergenza Democratica (PCD) superò l'MLSTP/PSD, che tuttavia riuscì a mantenere un ruolo di primo piano nella vita politica del paese. Nuove elezioni democratiche (presidenziali e parlamentari) si tennero nel 2001 e nel 2002.

### Sviluppi recenti
Nel luglio del 2003 l'esercito prese il potere per una settimana, protestando contro la corruzione politica e la conseguente iniquità nella distribuzione dei proventi dell'estrazione petrolifera, divenuta nel frattempo una delle voci importanti dell'economia dell'arcipelago. Dopo un periodo di trattativa, il presidente Fradique de Menezes, già esautorato dal colpo di stato, fu rimesso in carica. Menezes vinse nuovamente le elezioni nel 2006.
Secondo fonti governative il 12 febbraio 2009, c'è stato un secondo tentativo di colpo di stato per rovesciare il presidente Fradique de Menezes, evidentemente non riuscito.
Le ultime elezioni presidenziali nel 2016 hanno visto la vittoria di Evaristo Carvalho, che era stato primo ministro per due brevi mandati nel 1994 e tra il 2001 e il 2002.

## Geografia
Il territorio di quello che, assieme alle Seychelles, è il più piccolo Stato africano, è formato da due isole vulcaniche (con affioramenti di rocce trachitiche e basaltiche), São Tomé e Príncipe, che emergono dalle acque del golfo di Guinea alle latitudini equatoriali. Esse risultano altresì allineate sulla grande direttrice tettonica (dorsale sottomarina del Camerun) che ha favorito la formazione delle contigue isole di Annobón a sud-ovest e di Fernando Poo (Bioko) a nord-est, nonché del monte Camerun.
L'isola maggiore è São Tomé (859 km²), sfiorata nella sua estremità meridionale dalla linea dell'Equatore. Essa costituisce un poderoso cono vulcanico che si eleva fino a 2024 m sul livello marino (Pico São Tomé), con coste di difficile accesso. 150 km a nord-est è situata l'isola di Príncipe (142 km²) di altitudine più modesta (948 m).
Il clima ha carattere nettamente equatoriale, con precipitazioni estese a quasi tutti i mesi dell'anno: a São Tomé cadono annualmente circa 887 mm di piogge e le temperature medie mensili oscillano tra i 26 °C di gennaio e i 24 °C di luglio. Delle rigogliose foreste tropicali, che un tempo rivestivano le isole, rimangono pochi ma consistenti lembi nelle zone più interne; il resto è occupato da piantagioni e da numerosi villaggi agricoli.

## Popolazione

### Demografia
Dei 143 500 abitanti totali, circa 137 500 vivono a São Tomé e 6 000 a Principe.

### Etnie
La popolazione discende da diversi gruppi etnici migrati nelle due isole a partire dal 1485. Attualmente si possono individuare sette diversi gruppi:
- Mestiços (conosciuti anche come filhos da terra, "figli della terra", ad indicare la loro antica origine) discendenti degli schiavi africani portati qui durante i primi secoli della dominazione portoghese dal Benin, dal Gabon e dal Congo.
- Angolares, ritenuti i discendenti di alcuni schiavi provenienti dall'Angola sopravvissuti ad un naufragio nel 1540. Attualmente vivono di pesca.
- Forros, discendenti da schiavi affrancati ai tempi dell'abolizione della schiavitù.
- Serviçais, lavoratori provenienti dall'Angola, dal Mozambico e da Capo Verde che vivono temporaneamente sulle due isole.
- Tongas, i figli dei serviçais, nati sulle due isole.
- Europei, soprattutto di origine portoghese.
- Asiatici, soprattutto provenienti dalla ex colonia portoghese di Macao.

Negli anni settanta si verificarono due importanti spostamenti di popolazione: l'esodo dei 4 000 residenti di origine portoghese e l'arrivo di parecchie centinaia di profughi dall'Angola.
Gli isolani sono stati in gran parte assorbiti all'interno di una comune cultura luso-africana.

### Religioni
La maggioranza della popolazione professa la religione cattolica. Vi sono minoranze di protestanti evangelici, o delle Chiese avventiste del settimo giorno, che mantengono stretti legami con le loro chiese in Portogallo.

### Lingue
Nonostante le modeste dimensioni, São Tomé e Príncipe vanta ben quattro lingue nazionali: il portoghese (lingua ufficiale, parlata dal 95% della popolazione) e tre idiomi creoli derivati dal portoghese (forro, angolar e principense, usati rispettivamente dall'85%, dal 3% e dallo 0,1% degli abitanti). Il francese è la principale lingua straniera insegnata nelle scuole, essendo il paese un membro de La Francophonie. São Tomé e Príncipe fa parte della Comunità dei Paesi di lingua portoghese.

## Ordinamento dello Stato

### Suddivisione amministrativa
São Tomé e Príncipe è divisa in 2 province:
- Príncipe (provincia autonoma dal 29 aprile 1995)
- São Tomé

Le province sono ulteriormente divise in 7 distretti:
- 6 su Sao Tomè
  - Água Grande
  - Cantagalo
  - Caué
  - Lembá
  - Lobata
  - Mé-Zóchi
- 1 su Principe.
  - Pagué

## Città principali
| Città principali di São Tomé e Príncipe |                        |                 |             |             |             |
|                                         | Città                  | Popolazione     | Popolazione | Popolazione | Distretto   |
| Censimento 1991                         | Città                  | Censimento 2001 | Stima 2005  |             | Distretto   |
| 1.                                      | São Tomé               | 42 331          | 49 957      | 56 166      | Água Grande |
| 2.                                      | Santo Amaro            | 5 878           | —           | 8 239       | Lobata      |
| 3.                                      | Neves                  | 5 919           | 6 635       | 7 392       | Lembá       |
| 4.                                      | Santana                | 6 190           | 6 228       | 6 969       | Cantagalo   |
| 5.                                      | Trindade               | —               | 6 049       | 6,636       | Mé-Zóchi    |
| 6.                                      | São João dos Angolares | —               | 1 862       | 2 045       | Caué        |
| 7.                                      | Pantufo                | —               | 1 929       | 2 169       | Água Grande |
| 8.                                      | Guadalupe              | —               | 1 543       | 1 734       | Lobata      |
| 9.                                      | Santo António          | 1 000           | 1 010       | 1 156       | Pagué       |
| 10.                                     | Santa Catarina         | —               | —           | 971         | Lembá       |
| 11.                                     | Porto Alegre           | —               | —           | 334         | Caué        |

## Istruzione

### Università
L'Università di São Tomé e Príncipe è stata fondata nel 1996.

## Economia
Sin dall’indipendenza, ottenuta nel 1975, fondamentale per l’economia di São Tomé e Príncipe è stata la coltivazione di caffè e soprattutto cacao, che però ha subìto, anche a causa della siccità, un grave declino, in seguito del quale questa ex-colonia portoghese è diventata uno dei paesi più poveri dell’Africa, anche se qualche prospettiva di crescita deriva dalla scoperta di alcuni giacimenti petroliferi nelle acque territoriali e gli investimenti con cui il governo spera di sviluppare il turismo.
Gli aiuti economici internazionali sono indispensabili a causa di vari problemi economici che affliggono questo piccolo paese, che, dovendo importare molto dall’estero, è soggetto alla volatilità del prezzo delle merci; il governo è impegnato nel difficile compito di tenere sotto controllo l’inflazione e la spesa pubblica, attirare investimenti dall’estero per rendere possibile lo sfruttamento delle risorse petrolifere, ridurre il ricorso al calmiere e ai sussidi, rinegoziare e far fronte al debito estero, che nel 2011 è stato parzialmente cancellato per 200 milioni di dollari nell’ambito del programma Heavily Indebted Poor Country.

## Cultura

### Musica
In campo musicale per il genere kizomba possiamo ricordare i Calema, un duo musicale formatosi nel 2011. Compositore portoghese ma nato a São Tomé e Príncipe è José Vianna da Motta.

### Produzione letteraria
In campo letterario spicca la figura della poetessa Conceição Lima .

## Ricorrenza nazionale
- 12 luglio: Dia nacional: Giorno dell'indipendenza dal Portogallo, nel 1975